# 安藤又三郎
安藤 又三郎（あんどう またさぶろう、1877年（明治10年）6月1日 – 1955年（昭和30年）2月4日）は、日本の鉄道官僚。岐阜県大垣市長。

## 経歴
大垣市出身。教育者、漢学者であった安東老山の次男。高等文官試験（行政科）に合格、1903年（明治36年）に東京帝国大学法科大学独法科を卒業。学生時代、佐竹三吾らとともに濃飛学寮（現・岐阜県学寮）の前身とも言うべき西濃出身学生の寄宿舎「到道館」を設けた。鉄道作業局書記、統監府鉄道管理局参事、朝鮮総督府鉄道局参事を歴任。
1916年に濃飛学寮が創立されるとその運営に携わり、1928年から1937年まで理事、1937年からは第2代理事長を務めた（初代は満鉄総裁などを歴任した野村龍太郎）。
1923年（大正12年）3月より南満洲鉄道株式会社理事に就任し、翌月には京城管理局長を兼ねた。
1929年（昭和4年）からは金剛山電気鉄道株式会社専務取締役を務めた。その後、自動車投資株式会社監査役となった。
1945年（昭和20年）、官選最後の大垣市長（第4代）に選出され、翌年まで在任した。
大垣出身者の親睦団体「大垣青年会」会長や、大垣出身師弟の育英団体「大垣養成社」社長も務めた。